# Starwood Amphitheatre
Das Starwood Amphitheatre (auch First American Music Center und AmSouth Amphitheatre) war ein Amphitheater in Nashville, Tennessee.
Der Grundstein für das Gelände wurde am 11. November 1985 gelegt. Der Bau des Theaters kostete rund acht Millionen US-Dollar und schloss am 20. Juni 1986 ab. Auf dem Gelände traten international erfolgreiche Künstler und Musikgruppen wie Eric Clapton, Aerosmith und Mötley Crüe auf. Am 21. Oktober 2006 wurde das Theater dauerhaft geschlossen. Am 27. September des folgenden Jahres begannen die Abrissarbeiten. Das Areal fasste rund 18.000 Besucher.
Branchenkenner führten die Schließung auf das Alter und die Größe des Bauwerks zurück. Es bot nicht mehr die heute üblichen Annehmlichkeiten und entsprach von der Größe her nur etwa zwei Drittel von dem, was heute in Nordamerika von einem Veranstaltungsort dieser Art erwartet wird. Seit dem Abriss ist das Gelände unbebaut. 